# Scarlxrd
马里厄斯·卢卡斯·安东尼奥·利斯特罗普（1994年6月19日—），艺名Scarlxrd（发音同“Scarlord”；又意译作疤王），牙買加裔，英国饶舌歌手、歌手与词曲作家。他以独特的音乐风格闻名，其音乐结合了陷阱与重金属元素。此前，Scarlxrd是YouTube上的频道主Mazzi Maz，从事音乐后，其先是新金屬乐队Myth City的主唱，后以艺名Scarlxrd成为饶舌歌手。 
在单曲“Heart Attack”的音樂錄影帶发布后，Scarlxrd名声大噪，截至2019年12月，该视频在YouTube上的观看次数突破7500万。此后，Scarlxrd发布了其它大获成功的歌曲，如“King, Scar”、“6 Feet”、“Berzerk”与“Head Gxne”。 